# 桑贾克泰佩

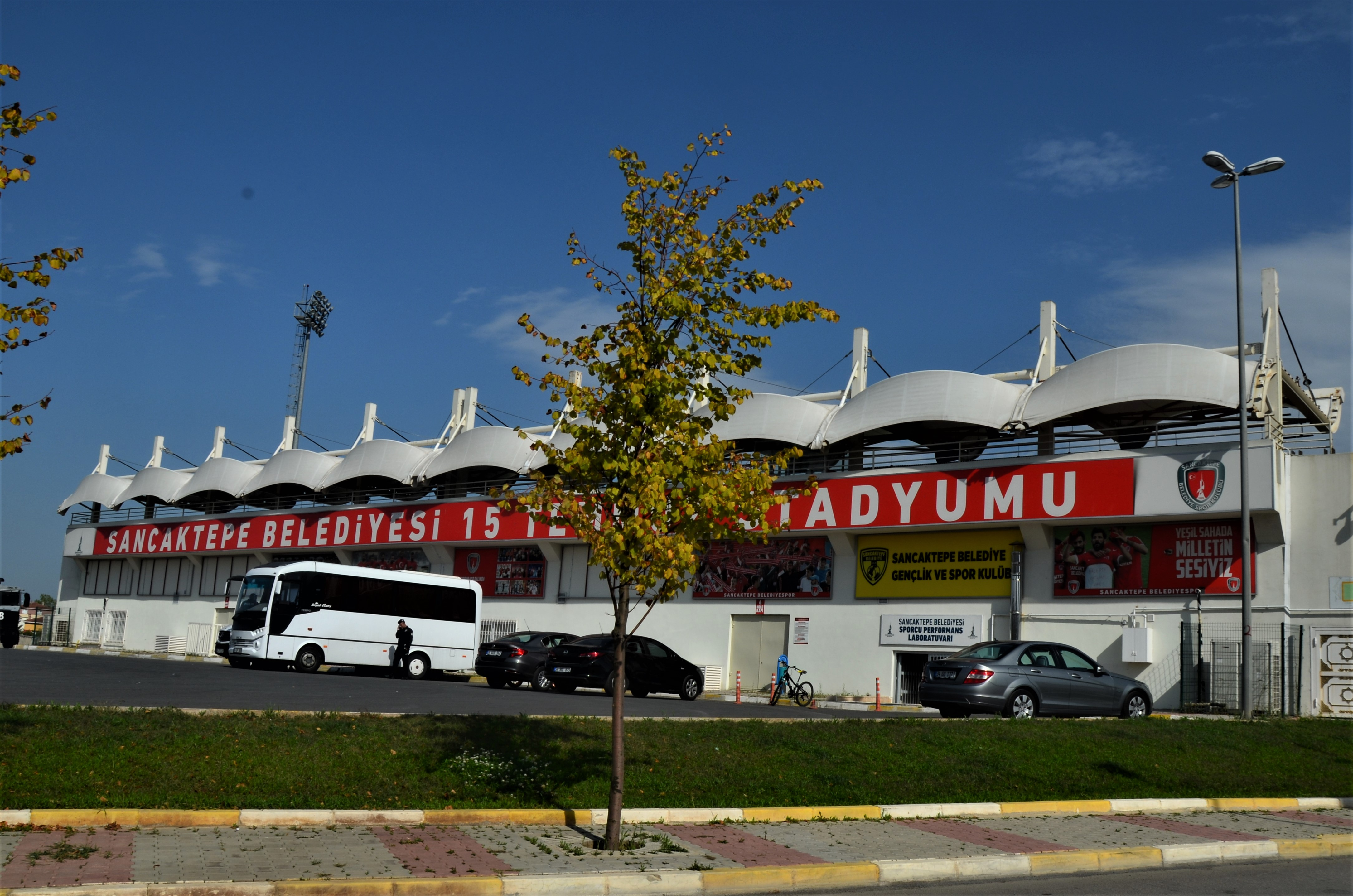

桑賈克特佩

桑賈克泰佩（土耳其語：Sancaktepe）是土耳其伊斯坦堡的39個區之一，位於博斯普魯斯海峽以東的亞洲部份，被切克梅柯伊、彭迪克、蘇丹貝伊利、卡爾塔爾、馬爾泰佩、阿塔謝希爾和于姆拉尼耶七個區環繞。面積61平方公里，人口414,143人。